# Annouk van der Weijden
Annouk van der Weijden (Leiderdorp, 27 de junio de 1986) es una deportista neerlandesa que compitió en patinaje de velocidad sobre hielo.
Ganó una medalla de bronce en el Campeonato Mundial de Patinaje de Velocidad sobre Hielo de 2018. Participó en dos Juegos Olímpicos de Invierno, ocupando el quinto lugar en Sochi 2014 (3000 m) y el cuarto en Pyeongchang 2018 (5000 m).

## Palmarés internacional
| Campeonato Mundial | Campeonato Mundial       | Campeonato Mundial | Campeonato Mundial    |
| Año                | Lugar                    | Medalla            | Prueba                |
| ------------------ | ------------------------ | ------------------ | --------------------- |
| 2018               | Ámsterdam (Países Bajos) | Medalla de bronce  | Clasificación general |